# ピオトル・ジエリンスキ
- ピオトル・ジエリンスキ
- ピオトル・ジエリニスキ
- ピョートル・ジエリンスキ
- ピョートル・ジエリニスキ

ピオトル・セバスチャン・ジエリンスキ（Piotr Sebastian Zieliński ポーランド語発音: [ˈpjɔtr ʑɛˈlij̃skʲi] ( 音声ファイル), 1994年5月20日 - ）は、ポーランド・ドルヌィ・シロンスク県ゾンプコヴィツェ・シロンスキエ出身のサッカー選手。同国代表。セリエA・インテル・ミラノ所属。ポジションはミッドフィールダー。

## 経歴

### ユース
2003年に父親がコーチとして在籍していたアマチュアクラブのオレゼウ・シュロンスキエでキャリアをスタートさせ、ヨーロッパ各国のクラブからスカウトされる中、2007年にザグウェンビェ・ルビンへと移籍した。15歳の時にはすでにトップチームの練習に参加していたが、トップチームデビューを経験する前にイタリアのウディネーゼ・カルチョの下部組織へと引き抜かれた。

### ウディネーゼ
2012年11月2日、セリエAのカリアリ・カルチョ戦にて、アントニオ・ディ・ナターレとの途中交代でトップチームデビューを果たした。2013-14シーズン、正式にトップチーム登録となり、UEFAヨーロッパリーグの舞台にも1試合のみ立ったが、シーズン公式戦合計10試合の出場に終わった。
シーズン終了後の2014年9月1日、セリエAに昇格して来たエンポリFCに2シーズンの契約でレンタル移籍をした。加入2シーズン目の10月24日、ジェノアCFC戦にて、プロ初ゴールを挙げて2-0での勝利に貢献した。

### ナポリ
2016年8月4日、SSCナポリに移籍金1400万ユーロで移籍した。8月21日のデルフィーノ・ペスカーラ1936戦で早速デビューすると、9月13日にはFCディナモ・キーウとの試合でUEFAチャンピオンズリーグ初出場も経験した。その後はマレク・ハムシクの退団も影響してレギュラーに定着し、2019-20シーズンにはコッパ・イタリア優勝に貢献した。2020-21シーズン、リーグ戦8ゴール10アシストという成績を残したが、チームはリーグ5位に終わった。
2024年6月30日、契約満了によるSSCナポリからの退団が発表された。ナポリでは8シーズンで公式戦364試合51ゴール46アシストを記録した。

### インテル
2024年7月6日、同じセリエAのインテル・ミラノと契約を締結。契約期間は2028年6月30日までの4年間と発表されており、インテル史上初のポーランド人選手となる。背番号は7。

### 代表
ポーランド代表として各年代でプレーした。
2013年6月4日のリヒテンシュタインとの親善試合でA代表デビュー。同年8月14日のデンマークとの親善試合で代表初得点を挙げた。

## 人物
- 兄のパヴェウ・ジェリンスキ（英語版）もサッカー選手である。
- 2023年10月6日、イタリア国籍を取得した[16]。

## 個人成績

### クラブでの成績
2024年7月1日現在
| クラブ          | シーズン       | リーグ戦       | リーグ戦 | リーグ戦 | カップ戦 | カップ戦 | 国際大会 | 国際大会 | その他 | その他 | 通算 | 通算 |
| クラブ          | シーズン       | リーグ         | 出場     | 得点     | 出場     | 得点     | 出場     | 得点     | 出場   | 得点   | 出場 | 得点 |
| --------------- | -------------- | -------------- | -------- | -------- | -------- | -------- | -------- | -------- | ------ | ------ | ---- | ---- |
| ウディネーゼ    | 2012-13        | セリエA        | 9        | 0        | 0        | 0        | 0        | 0        | —      | —      | 9    | 0    |
| ウディネーゼ    | 2013-14        | セリエA        | 10       | 0        | 0        | 0        | 1        | 0        | —      | —      | 11   | 0    |
| ウディネーゼ    | 通算           | 通算           | 19       | 0        | 0        | 0        | 1        | 0        | —      | —      | 20   | 0    |
| エンポリ (loan) | 2014-15        | セリエA        | 28       | 0        | 2        | 0        | —        | —        | —      | —      | 30   | 0    |
| エンポリ (loan) | 2015-16        | セリエA        | 35       | 5        | 1        | 0        | —        | —        | —      | —      | 36   | 5    |
| エンポリ (loan) | 通算           | 通算           | 63       | 5        | 3        | 0        | —        | —        | —      | —      | 66   | 5    |
| ナポリ          | 2016-17        | セリエA        | 36       | 5        | 4        | 1        | 7        | 0        | —      | —      | 47   | 6    |
| ナポリ          | 2017-18        | セリエA        | 36       | 4        | 2        | 0        | 9        | 3        | —      | —      | 47   | 7    |
| ナポリ          | 2018-19        | セリエA        | 36       | 6        | 1        | 0        | 12       | 1        | —      | —      | 49   | 7    |
| ナポリ          | 2019-20        | セリエA        | 37       | 2        | 5        | 0        | 7        | 0        | —      | —      | 49   | 2    |
| ナポリ          | 2020-21        | セリエA        | 36       | 8        | 4        | 0        | 6        | 2        | 1      | 0      | 47   | 10   |
| ナポリ          | 2021-22        | セリエA        | 35       | 6        | 0        | 0        | 7        | 2        | —      | —      | 42   | 8    |
| ナポリ          | 2022-23        | セリエA        | 37       | 3        | 1        | 0        | 10       | 4        | —      | —      | 48   | 7    |
| ナポリ          | 2023-24        | セリエA        | 28       | 3        | 0        | 0        | 6        | 1        | 1      | 0      | 35   | 4    |
| ナポリ          | 通算           | 通算           | 281      | 37       | 17       | 1        | 64       | 13       | 2      | 0      | 364  | 51   |
| キャリア総通算  | キャリア総通算 | キャリア総通算 | 363      | 42       | 20       | 1        | 65       | 13       | 2      | 0      | 475  | 66   |

1. 1 2 3  UEFAヨーロッパリーグに出場
2. 1 2 3 4  UEFAチャンピオンズリーグに出場
3. ↑  CLに7試合出場して2得点、ELに2試合出場して1得点を記録
4. ↑  CLに6試合出場、ELに6試合出場して1得点を記録
5. ↑  スーペルコッパ・イタリアーナ

## 代表歴

### 出場大会
- ポーランド代表
  - 2018 FIFAワールドカップ
  - 2022 FIFAワールドカップ

### 試合数
- 国際Aマッチ 86試合 10得点（2013年-）[18]

| ポーランド代表 | 国際Aマッチ | 国際Aマッチ |
| 年             | 出場        | 得点        |
| -------------- | ----------- | ----------- |
| 2013           | 7           | 3           |
| 2014           | 1           | 0           |
| 2015           | 3           | 0           |
| 2016           | 10          | 0           |
| 2017           | 8           | 0           |
| 2018           | 12          | 3           |
| 2019           | 10          | 0           |
| 2020           | 5           | 0           |
| 2021           | 10          | 1           |
| 2022           | 12          | 3           |
| 2023           | 8           | 0           |
| 2024           | 13          | 4           |
| 通算           | 99          | 14          |

### 得点
| #   | 開催年月日     | 開催地                                                 | 対戦相手国     | スコア | 結果 | 試合概要               |
| --- | -------------- | ------------------------------------------------------ | -------------- | ------ | ---- | ---------------------- |
| 1.  | 2013年8月14日  | グダニスク, PGEアリーナ・グダニスク                    | デンマーク     | 3–2    | 3–2  | 親善試合               |
| 2.  | 2013年9月10日  | セラヴァッレ, サンマリノ・スタジアム                   | サンマリノ     | 1–0    | 5–1  | ブラジルW杯・予選      |
| 3.  | 2013年9月10日  | セラヴァッレ, サンマリノ・スタジアム                   | サンマリノ     | 4–1    | 5–1  | ブラジルW杯・予選      |
| 4.  | 2018年3月27日  | ホジュフ, シレジア競技場                               | 韓国           | 3–2    | 3–2  | 親善試合               |
| 5.  | 2018年6月8日   | ポズナン, ポズナン市立競技場                           | チリ           | 2–0    | 2–2  | 親善試合               |
| 6.  | 2018年9月7日   | ボローニャ, スタディオ・レナート・ダッラーラ           | イタリア       | 1–0    | 1–1  | UEFAネーションズリーグ |
| 7.  | 2021年6月8日   | ポズナン, ポズナン市立競技場                           | アイスランド   | 1–1    | 2–2  | 親善試合               |
| 8.  | 2022年3月29日  | ホジュフ, シレジア競技場                               | スウェーデン   | 2–0    | 2–0  | カタールW杯・予選      |
| 9.  | 2022年6月11日  | ロッテルダム, デ・カイプ                               | オランダ       | 2–0    | 2–2  | UEFAネーションズリーグ |
| 10. | 2022年11月26日 | アル・ライヤーン, エデュケーション・シティ・スタジアム | サウジアラビア | 1–0    | 2–0  | カタールW杯            |

## タイトル

### クラブ
ナポリ
- コッパ・イタリア：2019-20[19]
- セリエA：2022-23[20]